# Tchatkalophantes kungei
Tchatkalophantes kungei är en spindelart som beskrevs av Andrei V. Tanasevitch 200. Tchatkalophantes kungei ingår i släktet Tchatkalophantes och familjen täckvävarspindlar. Inga underarter finns listade i Catalogue of Life.